# Ministerio de Policía de Francia
EL Ministerio de Policía era un organismo ministerial de policía francés que funcionó bajo el Directorio, el Consulado, el Primer Imperio y la restauración borbónica. El Ministro de Policía era el más alto cargo, el más famoso fue Joseph Fouché. El cargo fue subordinado al Ministerio del Interior en 1818, aunque fue brevemente restaurado por Napoleón III en 1852.

## Ministros de policía: 1796-1814
| Ministro                                        | Inicio del periodo    | Término del periodo   |
| Philippe Antoine Merlin de Douai                | 4 de enero de 1796    | 4 de abril de 1796    |
| Charles Cochon de Lapparent                     | 4 de abril de 1796    | 15 de julio de 1797   |
| Jean-Jacques Lenoir-Laroche                     | 15 de julio de 1797   | 25 de julio de 1797   |
| Jean-Marie Sotin de la Coindière                | 25 de julio de 1797   | 13 de febrero de 1798 |
| Nicolas Dondeau                                 | 13 de febrero de 1798 | 16 de mayo de 1798    |
| Marie Jean François Philibert Lecarlier d'Ardon | 16 de mayo de 1798    | 29 de octubre de 1798 |
| Jean-Pierre Duval                               | 29 de octubre de 1798 | 23 de junio de 1799   |
| Claude Sébastien Bourguignon-Dumolard           | 23 de junio de 1799   | 20 de julio de 1799   |
| Joseph Fouché                                   | 20 de julio de 1799   | 3 de junio de 1810    |
| Anne Jean Marie René Savary                     | 3 de junio de 1810    | 1 de abril de 1814    |
| Jules Anglès                                    | 3 de abril de 1814    | 13 de mayo de 1814    |

## Ministros de policía: 1815-1818
| Ministro                | Inicio del periodo       | Término del periodo      |
| Joseph Fouché           | 20 de marzo de 1815      | 22 de junio de 1815      |
| Jean Pelet de la Lozère | 22 de junio de 1815      | 7 de julio de 1815       |
| Joseph Fouché           | 7 de julio de 1815       | 26 de septiembre de 1815 |
| Élie, duque de Decazes  | 26 de septiembre de 1815 | 29 de diciembre de 1818  |

## Ministros de policía: 1852-1853
| Ministro              | Inicio del periodo  | Término del periodo |
| Charlemagne de Maupas | 22 de enero de 1852 | 21 de junio de 1853 |

- Datos: Q3315308